# Anstellgut

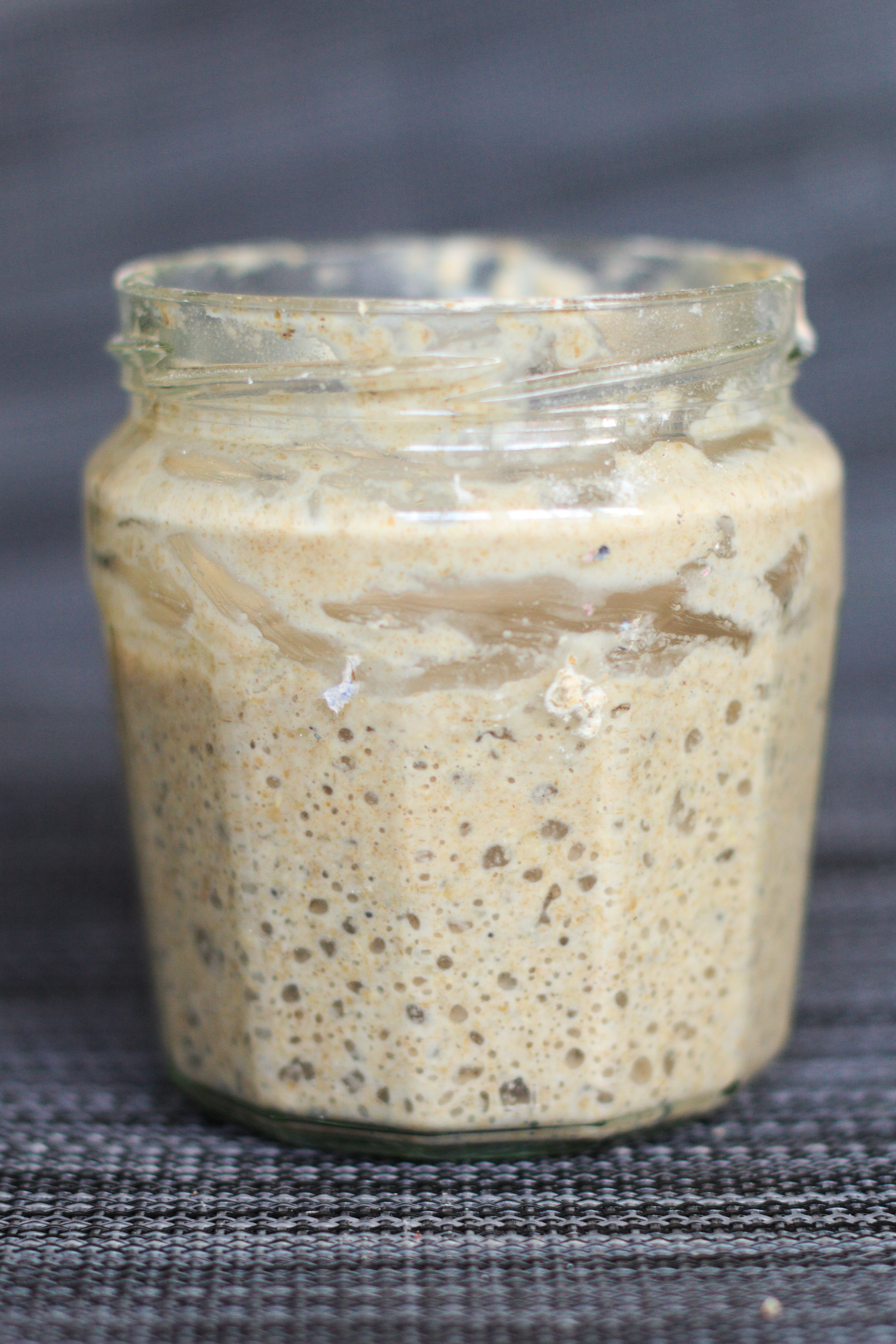
Anstellgut: Viele Bläschen zeigen die Triebkraft.

Als Anstellgut (auch Grundsauer, Anstellsauer oder Kunstsauer) bezeichnet man eine Gruppe von Backtriebmitteln. Es wird hauptsächlich bei der Herstellung von Sauerteigen aus verschiedenen Getreidesorten verwendet.

## Verwendung
In der Regel wird Roggenmehl für die Zubereitung verwendet, das zusammen mit Wasser und einer Starterkultur (Starter) zum Gären gebracht wird. Man unterscheidet bei der Herstellung die Spontangärung von der regulierten Gärung. Bei der Spontangärung erfolgt der Gärprozess durch in der Luft und im Mehl enthaltene Mikroorganismen. Bei der erstmaligen regulierten Zubereitung werden bestimmte Zuchthefen dem Teig zugegeben.
Im Backgewerbe wird nicht das ganze Anstellgut zum Brotbacken verwendet, sondern nur ein Teil davon. Der Rest wird mit Mehl und Wasser „gefüttert“, vermehrt sich dadurch wieder und dient als Starter für die nächste Teigbereitung. Dadurch bleibt das Anstellgut erhalten und dient oft jahrelang als Grundzutat für die Sauerteigbrotherstellung.